# 황해감영
황해감영(黃海監營)은 조선시대의 8개 도(道) 가운데 하나였던 황해도의 행정, 사법을 담당하던 종2품 관찰사가 근무하던 곳이다. 현재의 도청(道廳) 소재지 및 도청 건물에 해당한다.

## 연혁
- 1395년(태조 4년) 6월, 풍해도(豊海道) 설치
- 1417년(태종 17년) 12월, 황해도로 개편[1]
- 1895년(고종 32년) 5월, 23부제 시행에 따라 감영 폐지 : 해주부(海州府)로 개편
- 1896년(고종 33년) 8월, 13도제 시행에 따라 황해도 관찰사 소재지가 됨

## 감영 건물
해주(海州) 소재 황해감영에는 대표적으로 다음과 같은 같은 건물이 있었다.
- 선화당(宣化堂) : 종2품 관찰사의 업무 공간[2]
- 내아(內衙) : 관찰사 가족의 생활 공간[3]
- 백림정(栢林亭 : 선화당 북쪽에 있던 정자
- 부용당(芙蓉堂) : 선화당 앞쪽 연못에 있던 건물 (조선민주주의인민공화국 국가지정문화재 국보급 제68호)
- 포정문(布政門) : 감영 정문[4]

### 감영 인근 시설
- 해주부(海州府) : 해주 지역의 행정, 사법, 치안을 담당하는 종5품 해주판관(海州判官)의 관청 (감영 동북쪽, 해주읍성 북문 안쪽에 위치)
- 객사(客舍) : 각종 의례를 행하거나 감영을 방문한 관원의 숙박 용도로 사용되던 건물 (감영 동쪽에 인접)
- 중영(中營) : 감영 소속 군사를 지휘하는 정3품 중군(中軍)의 근무 공간 (객사 동쪽에 위치)
- 청단우헌(靑丹郵軒) : 청단역(靑丹驛) 찰방의 근무 공간 (해주읍성 동문 안쪽에 위치)
- 순명문(順明門) : 해주읍성 남문 (조선민주주의인민공화국 국가지정문화재 국보급 제72호)[5]

### 감영 건물 활용
1910년에 일제강점기가 시작된 후에도 선화당 건물 등이 황해도 도청으로 계속 활용되었으나, 1927년에 같은 위치에 청사를 신축하면서 선화당 등 주요 건물이 철거되었다. 부용당은 한국전쟁 시기에 소실되어 기단 부분만 남았었는데, 2003년에 복원되었다.

## 같이 보기
- 감영
- 선화당
- 포정문